# Gino Pivatelli
Gino Pivatelli (Sanguinetto, Provincia de Verona, Italia, 27 de marzo de 1933) es un exfutbolista y director técnico italiano. Se desempeñaba en la posición de delantero.

## Selección nacional
Fue internacional con la selección de fútbol de Italia en 7 ocasiones y marcó 2 goles. Debutó el 30 de marzo de 1955, en un encuentro amistoso ante la selección de Alemania que finalizó con marcador de 2-1 a favor de los italianos.

### Participaciones en Copas del Mundo
| Mundial                        | Sede  | Resultado    |
| ------------------------------ | ----- | ------------ |
| Copa Mundial de Fútbol de 1954 | Suiza | Primera fase |

## Clubes

### Como futbolista
| Club            | País   | Año         |
| --------------- | ------ | ----------- |
| Cerea           | Italia | 1949 - 1950 |
| Hellas Verona   | Italia | 1950 - 1953 |
| Bologna F. C.   | Italia | 1953 - 1960 |
| S. S. C. Napoli | Italia | 1960 - 1961 |
| A. C. Milan     | Italia | 1961 - 1963 |

### Como entrenador
| Club           | País   | Año         |
| -------------- | ------ | ----------- |
| Rimini Calcio  | Italia | 1970 - 1972 |
| Ravenna Calcio | Italia | 1972 - 1973 |
| A. C. Monza    | Italia | 1973 - 1974 |
| Ravenna Calcio | Italia | 1974 - 1975 |
| Pro Vasto      | Italia | 1976 - 1977 |
| Calcio Padova  | Italia | 1978 - 1979 |

## Palmarés

### Como futbolista

#### Campeonatos nacionales
| Título  | Club        | País   | Año     |
| ------- | ----------- | ------ | ------- |
| Serie A | A. C. Milan | Italia | 1961-62 |

#### Campeonatos internacionales
| Título            | Club        | País   | Año     |
| ----------------- | ----------- | ------ | ------- |
| Liga de Campeones | A. C. Milan | Italia | 1962-63 |

#### Distinciones individuales
| Distinción     | Año     |
| -------------- | ------- |
| Capocannoniere | 1955-56 |